# NGC 6149
NGC 6149 ist eine 13,6 mag helle linsenförmige Galaxie mit aktivem Galaxienkern (LINER-Typ) vom Hubble-Typ S0 im Sternbild Herkules und etwa 114 Millionen Lichtjahre von der Milchstraße entfernt.
Sie wurde am 3. April 1887 von Lewis A. Swift entdeckt.